# Anaprof Apertura 2008
El Torneo ANAPROF apertura 2008 comenzó desde el 22 de febrero, y culminó el 31 de mayo de 2008. coronando campeón al San Francisco Fútbol Club por segundo año consecutivo, esta vez ganándole en la final al Tauro FC. Los Toros del Tauro FC obtienen el pase a la primera fase de la primera edición de la Concacaf Liga Campeones 2008-2009 que reemplaza a la Copa de Campeones de la Concacaf, debido a que el San Francisco FC ya había obtenido su pase ganando el torneo pasado.

## Cambios para el Apertura 2008
- La liga se dividió en dos grupos para la temporada regular, que son:

| Grupo A             | Grupo B                |
| ------------------- | ---------------------- |
| Atlético Chiriquí   | Alianza FC             |
| Atlético Veragüense | CD Árabe Unido         |
| CD Plaza Amador     | Chepo FC               |
| Chorrillo FC        | Sporting San Miguelito |
| San Francisco FC    | Tauro FC               |

- El último equipo en la general jugarán un cuadrangular contra el campeón de Segunda División de Panamá para ver quien se mantiene en ANAPROF.

- El número total de juegos fue reducida a 13 semanas, porque la Federación Panameña de Fútbol quería poner fin a la temporada tan pronto como sea posible, a fin de que todos los jugadores del equipo nacional estuvieran listo para la eliminatoria de la Copa Mundial de Fútbol de 2010.

## Estadísticas del Apertura 2008

### Grupo A
| Lugar (Posición) | Equipo (Equipo)     | Jugado (PJ) | Ganados (PG) | Empatados (PE) | Perdidos (PP) | Goles a Favor (GF) | Goles en Contra (GC) | +/- (Dif.) | Puntos (Pts.) |
| ---------------- | ------------------- | ----------- | ------------ | -------------- | ------------- | ------------------ | -------------------- | ---------- | ------------- |
| 1.               | San Francisco FC    | 13          | 5            | 6              | 2             | 19                 | 15                   | +4         | 21            |
| 2.               | CD Plaza Amador     | 13          | 4            | 7              | 2             | 13                 | 9                    | +4         | 19            |
| 3.               | Chorrillo FC        | 13          | 3            | 7              | 3             | 14                 | 13                   | +1         | 16            |
| 4.               | Atlético Chiriquí   | 13          | 4            | 3              | 6             | 14                 | 22                   | -8         | 15            |
| 5.               | Atlético Veragüense | 13          | 2            | 5              | 6             | 15                 | 27                   | –12        | 12            |

### Grupo B
| Lugar (Posición) | Equipo (Equipo)        | Jugado (PJ) | Ganados (PG) | Empatados (PE) | Perdidos (PP) | Goles a Favor (GF) | Goles en Contra (GC) | Dif. de goles (DIF) | Puntos (Pts.) |
| ---------------- | ---------------------- | ----------- | ------------ | -------------- | ------------- | ------------------ | -------------------- | ------------------- | ------------- |
| 1.               | Tauro FC               | 13          | 7            | 2              | 4             | 21                 | 18                   | +3                  | 23            |
| 2.               | Chepo FC               | 13          | 5            | 5              | 3             | 19                 | 12                   | +7                  | 20            |
| 3.               | Sporting San Miguelito | 13          | 6            | 2              | 5             | 18                 | 16                   | +2                  | 20            |
| 4.               | CD Árabe Unido         | 13          | 6            | 2              | 5             | 15                 | 14                   | +1                  | 20            |
| 5.               | Alianza FC             | 13          | 3            | 1              | 9             | 25                 | 27                   | -2                  | 10            |

- (Los equipos en verde señalan los clasificados a semifinales.)

## Final
|  | Semifinales | Semifinales            | Semifinales      |                  |          | Final    | Final | Final |  |
|  |             |                        |                  |                  |          |          |       |       |  |
|  |             |                        |                  |                  |          |          |       |       |  |
|  | 1           | Tauro FC               | 3                |                  |          |          |       |       |  |
|  | 1           | Tauro FC               | 3                |                  |          |          |       |       |  |
|  | 4           | Sporting San Miguelito | 0                |                  |          |          |       |       |  |
|  | 4           | Sporting San Miguelito | 0                |                  | Tauro FC | Tauro FC | 1     |       |  |
|  |             |                        |                  |                  | Tauro FC | Tauro FC | 1     |       |  |
|  |             |                        | San Francisco FC | San Francisco FC | 3        |          |       |       |  |
|  | 3           | San Francisco FC       | San Francisco FC | San Francisco FC | 3        | 2        |       |       |  |
|  | 3           | San Francisco FC       |                  |                  |          | 2        |       |       |  |
|  | 2           | Chepo FC               | 2                |                  |          |          |       |       |  |
|  | 2           | Chepo FC               | 2                |                  |          |          |       |       |  |
|  |             |                        |                  |                  |          |          |       |       |  |

| Campeón del Apertura 2008   |
| --------------------------- |
| San Francisco FC 6.º Título |